# Torsten Hiekmann
Torsten Hiekmann (Berlijn, 17 maart 1980) is een Duits voormalig wielrenner.

## Belangrijkste overwinningen
1996
- Duits kampioen veldrijden Nieuwelingen

1997
- Duits kampioen veldrijden, Junioren
- Wereldkampioen Individuele tijdrit op de weg, Junioren

2003
- GP Schwarzwald

2006
- 5e etappe Regio Tour International

## Resultaten in voornaamste wedstrijden
| Jaar | Ronde van Italië | Ronde van Frankrijk | Ronde van Spanje |
| ---- | ---------------- | ------------------- | ---------------- |
| 2002 | 49e              |                     |                  |
| 2003 |                  |                     | 75e              |
| 2004 |                  |                     | opgave           |
| 2006 | 85e              |                     | 57e              |
| 2007 |                  |                     | 80e              |

| Jaar | Luik-Bast.‑Luik |
| ---- | --------------- |
| 2002 | 100e            |
| 2003 |                 |
| 2004 |                 |
| 2006 |                 |
| 2007 |                 |